# 短嘴极乐鸟科
短嘴极乐鸟科（学名：Cnemophilidae）是雀形目的一个科，包含2属3种，学名来自希腊语，κνημος（knēmos）意为山坡，φιλος（philos）意为爱……者，指其偏好山坡的生境。它们分布在新几内亚的山地森林中，它们最初被分类在极乐鸟科，分子系统学研究证明它们与极乐鸟科并无密切的关系，但其具体的分类位置仍然不甚清晰。
短嘴极乐鸟主要以植物的果实为食，有时也少量辅以小型无脊椎动物，而雏鸟则几乎只吃水果。它们均为多配偶制的，只有雌性单独孵卵和抚养后代。
以下是属和物种的列表：
- 短嘴极乐鸟属 Cnemophilus
  - 黑短嘴极乐鸟 Cnemophilus loriae
  - 黑腹短嘴极乐鸟 Cnemophilus macgregorii
    - C. m. sanguineus，大多数分类系统将其视为黑腹短嘴极乐鸟的亚种，而BirdLife将其视为一个单独的物种。[5]
- 黄胸短嘴极乐鸟属 Loboparadisea
  - 黄胸短嘴极乐鸟 Loboparadisea sericea